# Kamandi
Kamandi, The Last Boy on Earth (dt. "Kamandi, der letzte Junge auf Erden") ist der Titel einer Comicserie, die der US-amerikanische Verlag DC-Comics in den 1970er Jahren veröffentlichte.
Die Serie wurde von dem Autor und Zeichner Jack Kirby erdacht – der auch die Geschichten der ersten Jahrgänge verfasste und zeichnete – und ist im Bereich Science-Fiction und Fantasy anzusiedeln. Aufgrund des antiutopischen Ausgangsszenarios kommt zudem noch das Element einer indirekten, den Zeitgeist des Rüstungswettlaufes der großen Nuklearmächte und der technischen Fortschrittsgläubigkeit pessimistisch reflektierenden Gesellschafts- und Politikkritik hinzu.

## Handlung und Hauptfigur
Kamandi spielt in einer dystopischen Zukunft (genannt Earth A[fter].D[isaster]), in der die Menschheit infolge eines nicht näher erläuterten, verheerenden Ereignisses auf die Kulturstufe der Steinzeit zurückgefallen ist. Die genauen Umstände des nur als "großes Desaster" bezeichneten Ereignisses werden innerhalb der Serie niemals genau mitgeteilt. Die Dialoge der Figuren innerhalb der Serie lassen lediglich durchblicken, dass die große Katastrophe "einige Generationen", bevor die Handlung von Kamandi einsetzt, stattfand. Angesichts des zeitgeschichtlichen Hintergrundes des Kalten Krieges ist es allerdings naheliegend, einen Nuklearkrieg als Grund für eben jene Verheerung anzunehmen, zumal ein solcher in anderen etwa zur gleichen Zeit erschienenen Werken des gleichen Ausgangsszenarios – etwa den Planet der Affen Filmen – die Standarderklärung für den Rückfall der Menschheit in "barbarische" Entwicklungszustände bildete.
In umgekehrter Weise zu der Entwicklung der Menschheit stellt sich in Kamandi die Entwicklungslinie der Tiere dar, die sich in der Zukunftswelt der Serie mental und physisch weiterentwickelt haben, sprechen und denken können wie Menschen, und ebenso wie diese Kleidung tragen, Häuser und Maschinen bauen und Werkzeuge und Waffen handhaben können.
Die Handlung der Serie setzt mit dem Tod des Großvaters von Kamandi, dem im Titel der Serie erwähnten "letzten Jungen auf Erden" (was innerhalb der Serie im wörtlich verstandenen Sinne durchaus unzutreffend ist) ein. Großvater und Enkel hatten – so wird in einer Retrospektive erklärt – einige Jahre lang in einem verlassenen Bunker gelebt, in dem der Senior seinen Enkel aufgezogen und auf das Leben in der Wildnis vorbereitet hat, in die der nun mehr auf sich selbst verwiesene Junge nach dem Tod seines Großvaters hinauszieht, um sein Glück zu suchen. Den Namen Kamandi gibt er sich nach dem Namen des Bunkers, "Command D", den er phonetisch aufgreift und umformt.
In die Wildnis entlassen erlebt der Junge die zahllosen sich aus dem Szenario einer steinzeitähnlichen von intelligenten Tieren besiedelten Welt ergebenden Abenteuer: Er misst sich im Kampf mit intelligenten Gorillas, muss sich der Verfolgung durch Tierhorden entziehen, sich gegen eine Bande krimineller Roboter die Chicago beherrschen durchsetzen und den Nachstellungen wilder Menschenstämme entgehen. Zu den wiederkehrenden Nebenfiguren der Serie zählt dabei Kamandis Mutantenfreund Ben Boxer.

## Künstlerische Vorlagen
Zu den möglichen Quellen für Kamandi zählen neben dem Film Planet der Affen von 1968 auch zwei von Kirby selbst Jahre zuvor geschaffene Geschichten: Einmal ein Zeitungscomicstrip mit dem Titel Kamandi of the Caves – von dem zumindest der Titel des "Steinzeit-Comics" entlehnt ist – sowie eine Geschichte namens The Last Enemy die im September 1957 in dem Comicheft Alarming Tales #1 erschien. Letztere handelte von einer Zeitreise in das Jahr 2514 in dem die Menschheit ausgestorben ist und die Welt von Stämmen intelligenter Tiger, Hunde und Ratten beherrscht wird.

## Veröffentlichungen unter dem Kamandi-Titel
Das erste Heft der Kamandi-Serie erschien im November 1972. Die Serie erreichte insgesamt 59 Ausgaben, wobei das letzte Heft im Oktober 1976 erschien. Seither ist die Reihe immer wieder einmal aufgegriffen worden, so etwa 1993 mit der Miniserie Kamandi at Earth's End.

## An Kamandi beteiligte Künstler
Jack Kirby war nicht nur der Schöpfer von Karmandi, sondern auch der Autor der ersten 38 Ausgaben sowie Zeichner der ersten 40 Ausgaben der Serie. Als Autoren folgten Kirby Gerry Conway, Dennis O’Neil und Dick Ayers nach.

## Nachdrucke
- Kamandi - Archives, Volume 1, 2005. (Nachdruck von Kamandi: The Last Boy on Earth #1-10)
- Kamandi - Archives, Volume 2, 2007. (Nachdruck von Kamandi: The Last Boy on Earth #11-20)
- Kamandi by Jack Kirby Omnibus, Volume 1, 2011. (Nachdruck von Kamandi: The Last Boy on Earth #1-20)
- Kamandi by Jack Kirby Omnibus, Volume 2, 2012. (Nachdruck von Kamandi: The Last Boy on Earth #21-40)